# 特勒辛
特勒辛是奥地利施蒂利亚州拉德克斯堡县的一个市镇。总面积4.16平方公里，总人口291人，人口密度70.0人/平方公里（2005年）。